# Ulica Miodowa (obraz Bernarda Bellotta)
Ulica Miodowa – obraz autorstwa włoskiego malarza Bernarda Bellotta (Canaletta), namalowany na płótnie w 1777. 

## Opis
Obraz przedstawia ulicę Miodową widoczną z rogu ulicy Senatorskiej. Z lewej strony widać pałac Biskupów Krakowskich, a za nim nieistniejący obecnie wczesnoklasycystyczny pałac Teppera z roku 1774, dzieło Efraima Szregera. Z prawej strony późnobarokowy pałac Branickich zbudowany według projektu Jana Zygmunta Deybla w 1744. W głębi widoczny jest jeszcze barokowy pałac Krasińskich, wzniesiony w latach 1677–1694 przez Tylmana z Gameren. Ulicę Miodową wypełniają mieszkańcy Warszawy, środkiem ulicy jedzie wytworna karoca, stoją grupy rozmawiających osób, po prawej stronie uliczni gapie, handlarze rycinami, żebracy. Canaletto świetnie uchwycił różnorodność typów ludzkich i dał doskonały obraz osiemnastowiecznej Warszawy.
Ulica Miodowa jest jednym z serii 22 wizerunków Warszawy, namalowanych przez Bernarda Bellotta, nadwornego malarza króla Stanisława Augusta i dokumentalistę życia stolicy. Obraz służył jako podstawowe źródło ikonograficzne do odbudowy po II wojnie światowej pałaców Biskupów Krakowskich i Branickich. Seria widoków Warszawy Canaletta do 1822 znajdowała się na Zamku Królewskim, potem wywieziona do Rosji, zwrócona Polsce w 1922. Po odbudowie Zamku powróciła na swoje dawne miejsce.